# 范振緒
范振緒（1872年—1960年），字禹勤，號南皋，晚號東雪老人、太和山民，甘肃省靖遠縣人。清末进士，中华民国政治人物、書畫家。

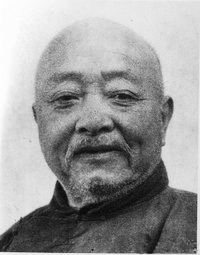

## 生平
范振緒生于北京，九歲時父親病逝，隨母親婁氏扶灵回到靖遠县。光緒二十八年（1902年）中壬寅补行庚子恩正并科舉人，光緒二十九年（1903年）中癸卯科進士。起初担任工部主事。光緒三十二年（1906年）留学日本，入法政大學学习法律，并加入中国同盟會。宣統元年（1909年）归國，任河南濟源縣知縣，任内主修《濟源縣志》。
中华民国成立后，民國二年（1913年）當選第一屆國會參議院議員。1915年袁世凱稱帝，范振緒不想参与称帝活动，乃去南京。1916年，任河南孟縣知事，任职三年屆滿後回到北京，在榮寶齋创作書畫为生。1921年，获綏遠都統馬福祥聘為記室，后曾任薩拉齊縣知事。1929年，馬福祥出任青島市市長，范振緒随其前往并任秘書，帮馬福祥著《觀瀾亭記》并刻碑树立在青島海边。
1934年，范振緒回到蘭州，任甘肅省政府顧問兼禁煙委員會委員。1936年，應西北騎兵第五軍軍長馬步青的邀请擔任教師，迁居武威。1940年，当选甘肅省臨時參議會副議長。1941年，和張大千共赴敦煌研究壁畫。
中華人民共和國成立後，范振緒任西北軍政委員會委員，後任甘肅省政協副主席，并当选甘肅省人大代表。
1960年8月21日，范振緒逝世于蘭州。

## 著作
- 《東雪草堂筆記》
- 《東雪草堂詩聯存稿》
- 《夜窗漫錄》
- 《學畫隨筆》
- 《東雪雜文》
- 《蘭州事變紀略》
- 《燕子箋秦劇本》
- 《桃花扇秦劇本》
- 《濟源縣志》
- 《靖遠縣新志稿》
- 《東雪雜稿》
- 《王荷澤遺稿手秒本》
- 《范振緒先生詩文遺稿》
- 《范振緒先生書畫選集》[1]

## 家庭
- 祖父：范呈芳，清朝貢生。
- 父：范培，字篤生，號石三，清朝同治年间以貢生任兵部郎中。
- 妻子：杜鬱文[1]